# Billettique
 (janvier 2008).
Si vous disposez d'ouvrages ou d'articles de référence ou si vous connaissez des sites web de qualité traitant du thème abordé ici, merci de compléter l'article en donnant les références utiles à sa vérifiabilité et en les liant à la section « Notes et références ».
La billettique est l'ensemble des procédés et outils de gestion de contrats liant les producteurs d'offre de déplacement (bus, tramway, bateau etc.), les financeurs et les utilisateurs (voyageurs) de ces offres dans lequel les billets papier ont été remplacés par des supports de technologie plus avancées : carte magnétique, carte à puce, radio-identification (RFID) etc.
La billettique est aussi plus généralement l'ensemble des dispositifs utilisant l'informatique et l'électronique dans les titres représentatifs d'une prestation de service.

## Objectifs
La billettique est présente dans la quasi-totalité des réseaux de transport urbains européens et dans une part croissante des réseaux interurbains de la même aire géographique.
Concrètement, elle prend la forme d'un valideur/composteur sur un quai de gare ferroviaire, d'une carte plastifiée justifiant de la possession d'un forfait de ski dans une station de sports d'hiver ou d'un ticket cartonné. Cela permet plus quotidiennement de se rendre à son travail en métro ou en autobus.
Il ne s'agit là que de la partie émergée d'un iceberg technique, commercial et d’organisation.
En effet, le titre de transport revêt des aspects différents selon qu'il soit examiné en tant que voyageur, transporteur ou organisateur de réseau :
- Du point de vue du voyageur/usager/client/consommateur, ce précieux document qu'il est "tenu de présenter à toute réquisition" constitue la justification qu'il a conclu un contrat de transport et, par voie de conséquence, qu'il sera acheminé vers sa destination prévue conformément à ses vœux ou, qu'à défaut, il pourra être indemnisé du préjudice résultant de la défaillance du système de transport auprès duquel il a contracté son passage. Accessoirement mais non sans une certaine jubilation, il permet au détenteur légitime de toiser à son tour avec une once de dédain le regard soupçonneux du contrôleur, qui a osé interrompre son récit de vacances par un "Billets, s'il vous plaît !" tonitruant en pénétrant dans le compartiment.
- Le transporteur est partagé, entre son intérêt immédiat de contrôler et comptabiliser les recettes et la fréquentation des services qu'il met en œuvre et, en raison de la charge de travail non moins immédiate et onéreuse que représentent la vente/délivrance, le suivi et le contrôle des titres qu'il émet.
- L'autorité organisatrice ne verrait que des avantages à bénéficier d'un recensement précis et continu de la fréquentation des services qu'elle met en œuvre, ce qui lui permettrait de justifier de la pertinence de son action ou, à défaut, d'en modifier les modalités avant que d'avoir à en subir les effets électoraux, si son enthousiasme n'était modéré par le coût propre de gestion de la billetterie rapporté au coût de fonctionnement brut des transports publics qu'elle promeut.

Cette présentation est bien évidemment caricaturale, dans la mesure où elle personnifie à l'excès des rôles fonctionnels sans restituer en aucune façon les nuances qui constituent la réalité du paysage du transport public de voyageurs. Certains "clients" peuvent se révéler de sincères militants du transport collectif, la plupart des transporteurs partagent le même souci de qualité du service rendu et la quasi-totalité des collectivités placent leur politique de transport public dans les premiers rangs de leurs priorités d'action au service de leurs administrés.
Elle présente toutefois l'avantage d'identifier les intérêts et les contraintes que chacun des intervenants du système de transport est susceptible de rencontrer, dans les domaines utilitaire, commercial, juridique, financier ou organisationnelle.

## Enjeux

### Utilisateurs (voyageurs)
Le voyageur, qui peut tour à tour ou simultanément être aussi usager, client, contribuable etc., peut manifester des attentes diverses face à la billettique. Elles peuvent être réparties en trois registres principaux, même si certaines aspirations peuvent relever de plusieurs catégories à la fois :
- Facilité d'utilisation - Le titre de transport idéal permet d'enchaîner autocar et bus, métro et tramway, train et parking etc., sous forme d'abonnement conclu sur Internet et payé par prélèvement mensuel autorisé et sécurisé par un numéro de carte bancaire. Il faudrait de plus que les différents contrats de transport puissent se loger sur une seule carte, voire sur un téléphone portable comme cela a pu être testé à Nice des téléphones équipés de la technologie NFC Cityzi[2].
- Obtention du meilleur coût - Bien évidemment, il va de soi que la somme des différents contrats doit être minimale et, si possible, tenir compte au fil du temps de la qualité d'utilisateur fidélisé du système de transport en permettant de bénéficier de remises commerciales incitatrices.
- Sécurisation du contrat - Le reclassement automatique d'un forfait sousutilisé ou surutilisé vers la formule la plus économique fait partie des garanties de base exigibles, de même que la reconstitution des droits à voyager en cas de perte ou destruction du titre de transport. La sécurisation nécessaire de la transaction commerciale ne doit toutefois en aucune façon empiéter sur le droit à la protection des données individuelles.

À l'évidence, la description ci-dessus, qui fait intervenir les notions d'intermodalité, d'optimisation commerciale, de prépaiement, etc. ne peut que conduire à la nécessité de l'utilisation d'un système informatisé de gestion commerciale des titres de transport.

### Autorités organisatrices de transport (AOT)
Dans ce qui suit, il convient de garder présent à l'esprit que les attentes décrites ici comme relevant de l'AOT peuvent évidemment être partagées par d'autres acteurs du système de transport, dans la mesure où ceux-ci exercent effectivement tout ou partie des responsabilités dévolues à l'AOT dans son acception française : organisation technique des services des transports, maîtrise commerciale des produits proposés aux utilisateurs, participation significative à l'équilibre financier du réseau etc.
Les AOT ont, comme a été souligné dans la présentation précédente, le souci permanent d'évaluer qualitativement le résultat des efforts financiers très importants qu'elles consentent en faveur du transport public. Cet exercice s'accommode fort bien d'une précision limitée, voire d'une simple approximation, dans la mesure où, bien plus qu'un chiffre connu à la quatrième décimale, il s'agit de repérer une tendance qui confortera ou infléchira un programme d'action. Que la fréquentation ou le nombre de passagers par kilomètre augmente de 2,5 % ou de 2,48675 % importe peu si, par ailleurs, le coût global d'exploitation augmente de près d'un tiers. L'impasse est avérée, et il importe plutôt de consacrer ses efforts à corriger le tir.
La plupart des collectivités responsables de réseau ont donc très tôt eu recours au sondage ponctuel, méthode approximative en raison des extrapolations qu'elle implique, mais relativement peu onéreuse lorsqu'on en a un besoin limité et qu'on observe un fonctionnement aux caractéristiques linéaires. En revanche, pour peu que le besoin d'informations augmente de façon sensible ou que "le long fleuve tranquille" du réseau devienne soudain plus chaotique, le recours aux sondages devient tout à la fois très coûteux à organiser et souvent très fantaisiste dans ses résultats.
En outre, la participation financière des collectivités étant constituée par nature de deniers publics, celles-ci ont l'obligation d'en justifier l'utilisation jusqu'au dernier cent, garantissant ainsi la transparence que tout contribuable est en droit d'exiger d'elles.
Si on ajoute une propension certaine à l'introduction régulière de formules nouvelles souvent plus dépendantes des impératifs de la communication politique que d'études de marché, on s'aperçoit vite que seule une gestion informatisée de la billetterie peut tenter de s'accommoder d'une telle complexité, pour peu qu'elle se traduise par un coût total (investissement et fonctionnement) acceptable, c'est-à-dire environ 5 % à 10 % des sommes collectées annuellement.

### Acteurs commerciaux
Il convient ici de distinguer les utilisateurs des systèmes billettiques (les transporteurs) de ceux qui les conçoivent, les fabriquent et les commercialisent, voire en gèrent le fonctionnement (les industriels).

#### Industriels
Le paragraphe précédent a déterminé les attentes (fonctionnalités) et les craintes (coût maximum admissible) du client potentiel. Pour un industriel, il s'agit donc là de l'identification d'un marché qui présente tout à la fois de nombreuses incertitudes en termes de production (liées à la versatilité des désirs du client), mais de solides garanties de solvabilité (financeurs publics ou tout-au-moins collectifs) pour autant que l'enveloppe budgétaire ne sera pas dépassée.
Il appartient donc au fabricant de canaliser l'expression du besoin de façon à faire émerger une plateforme technique qui est assez attractive pour chaque client potentiel mais volontairement bridée dans le développement de performances spécifiques pour ne pas faire fuir ceux qui ne se retrouveraient pas dans une problématique exactement semblable.
On voit poindre là la problématique classique du processus de standardisation qui, en raison de contraintes de production et d'objectifs économiques (tout aussi légitimes), peut conduire à un formatage de la demande, d'autant plus marqué lorsqu'une démarche de normalisation, initiée par un groupement réunissant les fabricants majeurs et leurs principaux clients, est entreprise. Le pas qui sépare le "leadership" de l'hégémonie est alors en passe d'être franchi, sans que les "clients secondaires" ne soient appelés à émettre la moindre objection.